# 星甲實義
星甲実義（ほしかぶと さねよし，1902年7月21日—1944年9月23日），昭和初年的日本相撲力士，9代目井筒親方，井筒部屋所属。

## 经历
- 1918年5月　初土俵
- 1927年正月　新入幕
- 1931年三月　引退
- 1944年9月　去世

## 年寄名
- 井筒